# Auditori Can Roig i Torres
L'Auditori Can Roig i Torres és un edifici de Santa Coloma de Gramenet protegit com a Bé Cultural d'Interès Local.

## Descripció
Edifici polivalent que es troba semisoterrat i es va adaptant al desnivell del terreny entre el carrer Rafael de Casanova i Can Roig i Torres. Un seguit de rampes i escales comuniquen els diferents espais.
Des del carrer Rafael de Casanova una tanca de ferro i fusta ens separa del vestíbul exterior de l'Auditori, definit entre les mitgeres veïnes. La façana combina l'aplacat de Naturvex de color blanc amb les grans obertures vidriades amb fusteria d'alumini fosc.
La coberta plana és accessible a la gent. Una llosa flotant de formigó desvincula la coberta del paviment impedint que les vibracions i sorolls exteriors afectin l'interior. Tot i ser lloses de formigó, l'exterior s'ha tractat amb fusta de pi de melis i vegetació natural per a crear un ambient més càlid.
L'edifici també acull l'escola de música Can Roig.